# Hugo Johnson
Hugo Johnson, född 29 februari 1908 i Göteborg, död 6 juni 1983 i Juan-les-Pins, var en svensk seglare.
Han seglade för Göteborgs KSS. Han blev olympisk silvermedaljör i London 1948.